# L'impero dei mostri - La vita prima dei dinosauri
L'Impero dei Mostri: la vita prima dei Dinosauri (Walking with Monsters - Life Before Dinosaurs) è una serie di documentari televisivi del 2005 divisa in tre episodi, prodotta dalla BBC Natural History Unit, che tratta della vita degli animali del Paleozoico, come gli artropodi, pesci, anfibi, sinapsidi e rettili. Come con le precedenti serie di documentari della serie di Walking with ..., è narrato in originale da Kenneth Branagh. La serie si basa sulle conoscenze di oltre 600 scienziati e raffigura la storia della vita del Paleozoico, dal Cambriano (530 milioni di anni fa) al Triassico inferiore periodo (248 milioni di anni fa). Come tutti i documentari della serie il documentario è scritto e diretto da Tim Haines. Come tutti gli altri documentari della BBC, nella versione americana alla serie viene cambiato il titolo in Walking with Monsters: life before dinosaur, titolo che è stato tradotto per la versione italiana con L'impero dei Mostri: la vita prima dei Dinosauri. Al 58° Primetime Emmy Awards nel 2006, la serie ha vinto il premio Emmy nella categoria Outstanding dei Programmi di Animazioni (per la programmazione di un'ora o più).

## Accuratezza scientifica
Ovviamente, a causa del periodo in cui è stata girata la serie molte delle illustrazioni, informazioni e ricostruzioni degli animali oggi non sono più attendibili e oggi considerate errate::
Nel primo episodio, il Cephalaspis non visse nel periodo Siluriano (i suoi resti, infatti, risalgono solo al Devoniano inferiore) e non si è evoluto dall'Hynerpeton. Sempre nel primo episodio, lo Pterygotus non era lungo tre metri e non fu l'artropode più grande mai esistito, anche se il programma è stato creato prima della scoperta del Jaekelopterus, l'artopode più grande di tutti i tempi.
Nel secondo episodio, il Petrolacosaurus non poteva essere l'antenato dell'Edaphosaurus, poiché il primo era un diapside, mentre il secondo era un sinapside.
Nel terzo episodio, il Diictodon e il Rhinesuchus vissero in Sudafrica, non in Siberia. Sempre il Diictodon non poteva essere l'antenato del Lystrosaurus, poiché i resti più antichi di questo terapside risalgono al Permiano superiore, l'era ove prosperava ancora il Diictodon. Alla fine del terzo episodio, l'Euparkeria viene visto evolversi in un Allosaurus. Tuttavia, l'Euparkeria non era un progenitore dei dinosauri, ma solo un lontano parente.

## Episodi
A differenza delle serie precedenti, ogni periodo che compare durante l'episodio viene analizzato con "specifiche tecniche" evidenziando i tratti specifici di quel periodo (posizione dei reperti fossili di quel periodo, il contenuto di ossigeno/temperatura globale e pericoli)

### Gli abitanti delle acque
- 530 milioni di anni fa: Cambriano
- Luogo: Chengjiang, Cina
- Contenuto di ossigeno nell'aria: 30% in meno di oggi
- Pericoli: I primi superpredatori del mondo
- Set delle riprese: Socotra

La prima puntata inizia con l'illustrazione della teoria dell'impatto gigante, in cui viene ipotizzato che circa 4,4 miliardi di anni fa l'impatto con la Terra di un corpo chiamato Theia, che creò abbastanza materiale nell'orbita circumterrestre da formare la Luna. L'episodio si concentra poi sull'esplosione cambriana, che diede origine alla diversificazione della vita nelle acque primordiali del mondo. Nascono i primissimi predatori, come lo strano artropode Anomalocaris che si nutre di trilobiti. Due Anomalocaris combattono tra di loro e l'esemplare perdente ormai ferito viene infastidito da un banco di Haikouichthys, descritti come i primissimi vertebrati.
Animali presenti:
Anomalocaris · Haikouichthys · Redlichia (identificato come trilobite) · Medusa
- 418 milioni di anni fa: Siluriano
- Luogo: Galles meridionale, Regno Unito
- Contenuto di ossigeno nell'aria: 30% in meno di oggi
- Pericoli: Scorpioni giganti

L'episodio passa nel periodo Siluriano, dove animali simili all'Haikouichthys si sono evoluti nei primi pesci, come il Cephalaspis. Tuttavia, questi animali sono predati dallo scorpione marino Brontoscorpio che insegue un Cephalaspis ma cade vittima del gigantesco eurypteride Pterygotus. In seguito un branco di Cephalspis migra nelle acque più basse per deporre le uova, ricordando la rotta delle navigazione grazie al loro avanzato cervello da vertebrati. Mentre attraversano un crinale poco profondo, vengono attaccati da diversi Brontoscorpio, che vengono raffigurati come i primi animali in grado di camminare sulla terra ferma. Numerosi pesci vengono uccisi, ma la maggior parte di loro riescono ad arrivare nelle acque per deporre le uova. Uno degli scorpioni però, perde l'occasione di cacciare per cambiare il proprio esoscheletro.
Animali presenti:
Cephalaspis · Brontoscorpio · Pterygotus · Cameroceras · Spugna · Riccio di mare · Cooksonia (identificata come pianta)
- 360 milioni di anni fa: Devoniano
- Luogo: Pennsylvania, USA
- Contenuto di ossigeno nell'aria: 20% in meno di oggi
- Pericoli: Pesci predatori giganti
- Set delle riprese: California

Una breve sequenza raffigura il Cephalaspis che si evolve nell'Hynerpeton, un tetrapode anfibio che ora caccia gli artropodi suoi contemporanei, in quanto le loro dimensioni si sono ridotte. Nonostante sia in grado di muoversi sulla terraferma, l'Hynerpeton deve ancora rimanere in prossimità dell'acqua per mantenere umido il corpo e per riprodursi. Tuttavia in acqua, l'Hynerpeton è ancora preda dei grandi pesci predatori: un maschio viene attaccato da uno Stethacanthus che viene a sua volta mangiato da un Hyneria di due tonnellate, che insegue l'anfibio fin fuori dall'acqua, anche se quest'ultimo riesce a salvarsi. Durante la notte, il maschio di Hynerpeton scaccia un rivale, e la mattina seguente il maschio cerca di accoppiarsi con una femmina sulla riva, ma vengono attaccati dall'Hyneria che usa le sue potenti pinne per camminare sulla terra e afferra il maschio che viene trascinato dal predatore in acqua e divorato. Tuttavia, il maschio era riuscito a fecondare le uova della femmina che vengono deposte in acqua. La sequenza finale raffigura come le uova dal guscio molle tipiche degli anfibi vengono sostituite dalle uova dal guscio duro dei rettili, che si evolveranno di li a poco. Tuttavia la sequenza mostra che i rettili non si curano delle loro uova, dato che vengono lasciate in balia dei predatori, come i ragni gigante, prefigurando il ritorno degli artropodi giganti.
Animali presenti:
Hynerpeton · Hyneria · Stethacanthus · Scorpione · Petrolacosaurus · Mesothelae

### Il principio dei rettili
- 300 milioni di anni fa: Carbonifero
- Luogo: Kansas, USA
- Contenuto di ossigeno nell'aria: 40% in più di oggi
- Pericoli: Insetti giganti
- Set delle riprese: Florida

Il secondo episodio mostra le foreste paludose del Carbonifero, dove i livelli di ossigeno nell'atmosfera sono molto più elevati rispetto ai giorni nostri permettendo agli anthropodi terrestri di raggiungere grandi dimensioni, come il mesothele gigante, la Meganeura, una libellula gigante, e l'Arthropleura, un parente gigante dei moderni millepiedi. Nelle foreste del Carbonifero, un mesothele gigante caccia un Petrolacosaurus, che le viene rubato da una Meganeura, e scopre che la sua tana è stata allagata mentre era a caccia. Mentre cerca una nuova tana, il mesothele passa vicino a uno stagno pieno di Proterogyrinus. In seguito, il mesothele viene inseguito da un’Arthropleura, che viene poi uccisa in uno scontro con un Proterogyrinus. Il mesothele infine riesce a trovare un'altra tana, che viene abbandonata da un altro Petrolacosaurus. Durante la notte, arriva una terribile tempesta e a causa degli alti livelli di ossigeno l'atmosfera è molto combustibile perciò le cose bruciano molto più in fretta, e il più piccolo fulmine può provocare un incendio. Incuranti del pericolo, i Proterogyrinus escono dall'acqua e si cibano delle Meganeura costrette a rifugiarsi a terra dalla tempesta. In seguito, un fulmine dà origine a un incendio boschivo, devastando tutto ciò che incontra. La mattina successiva, un Petrolacosaurus sopravvissuto trova e mangia la carcassa carbonizzata del mesothelae, il cui cunicolo era stato centrato da un fulmine.
Animali presenti:
Mesothelae · Petrolacosaurus · Meganeura · Arthropleura · Proterogyrinus (identificato come anfibio)
- 280 milioni di anni fa: Permiano inferiore
- Luogo: Bromacker, Germania
- Temperatura globale: 20% più fredda di oggi
- Pericoli: Drastici cambiamenti climatici
- Set delle riprese: California

L'episodio si sposta nel Permiano inferiore, dove le foreste paludose del Carbonifero sono state sostituite con le più avanzate conifere che riescono a contrastare i cambiamenti climatici. Il Petrolacosaurus e gli altri pochi diapsidi si sono evoluti in sottogruppo di creature chiamato pelicosauri come l'erbivoro Edaphosaurus, animali simili a rettili ma più strettamente imparentati con i mammiferi. Gli Edaphosaurus vivono in branchi e hanno superato i loro contemporanei artropodi in termini di dimensioni. Una femmina incinta di Dimetrodon, un altro pelycosauro carnivoro, inizia a dare la caccia al branco di Edaphosaurus, riuscendo a uccidere un giovane individuo, ma è costretta ad abbandonare la sua preda poiché l'odore della carcassa ha attirato altri Dimetrodon, tutti maschi più grandi e aggressivi di lei. Dovendo deporre le sue uova, la femmina di Dimetrodon costruisce un nido, allontanando il reptiliomorpho Seymouria. Qualche tempo dopo aver deposto le sue uova, un'altra femmina di  Dimetrodon incinta cerca di rubargli in nido, ma dopo un lungo duello, la femmina protagonista allontana l'intrusa, ma ne esce ferita e affaticata. Un maschio di Dimetrodon si avvicina al nido ormai indifeso, ma per fortuna uccide il Seymouria e lascia le uova illese. Alla fine le uova si schiudono e il legame della madre con la sua prole viene reciso. I piccoli una volta usciti scappano subito rifugiandosi sugli alberi per scampare ai Dimetrodon adulti cannibali. Alla fine dell'episodio, viene detto che animali come il Dimetrodon si evolveranno nei successivi gorgonopsi e il narratore afferma che i rettili continueranno a evolversi stringendo i denti per la loro supremazia sul mondo.
Animali presenti:
Dimetrodon · Edaphosaurus · Seymouria (identificato come anfibio) · Gorgonopside

### Scontro tra titani
- 250 milioni di anni fa: Permiano superiore
- Luogo: Siberia
- Temperatura globale: 60% più calda di oggi
- Pericoli: Temperature elevate e attività vulcanica
- Set delle riprese: Gran Canaria, Fuerteventura

Il terzo episodio prende luogo nel Permiano superiore, nel supercontinente di Pangea, che è stato coperto da un vasto e inospitale deserto. In questo clima arido e secco, i primi terapsidi, hanno un aspetto più da mammifero che da rettile, e lottano per la sopravvivenza al fianco di altri animali. In questo luogo inospitale un vecchio Scutosaurus, un lontano parente delle tartarughe, viene ucciso da una femmina di Inostrancevia, un tipo di gorgonopside, che si unisce in seguito ad altri suoi simili intorno a una piccola pozza d'acqua. Nella zona vivono anche i Diictodon, piccoli dicynodonti scavatori. Nella pozza vive anche un Rhinesuchus, che spinto dalla disperazione e dalla fame cerca di tendere un agguato alla femmina di Inostrancevia, senza successo. Alla pozza arriva anche una mandria di Scutosaurus, che prosciuga buona parte dell'acqua. La femmina di Inostrancevia cerca di catturare una coppia di Diictodon, ma senza successo. Di ritorno alla pozza d'acqua, la femmina dissotterra il Rhinesuchus, avvolto in un "bozzolo", utilizzato per sopravvivere alla siccità. Essendo in uno stato di torpore, il Rhinesuchus è impotente e viene rapidamente ucciso. Alla fine, una tremenda tempesta di sabbia imperversa nel deserto, uccidendo tra gli altri la femmina di Inostrancevia, preannunciando l'imminente estinzione di massa del Permiano-Triassico.
Animali presenti:
Inostrancevia (identificato come gorgonopside) · Diictodon · Rhinesuchus (identificato come labirintodonte) · Scutosaurus
- 248 milioni di anni fa: Triassico inferiore
- Luogo: Antartide
- Temperatura globale: 40% più calda di oggi
- Pericoli: Predatori in agguato
- Set delle riprese: Tenerife

Animali come il Diictodon sopravvissuti all'estinzione del Permiano-Triassico, si sono evoluti in una nuova generazione di rettili come i Lystrosaurus. I Lystrosaurus sono animali che si muovono in branchi e devono migrare frequentemente per trovare del fogliame fresco. Viene inoltre introdotto il piccolo insettivoro Euparkeria, raffigurato (erroneamente) come un antenato dei dinosauri. Mentre passano attraverso una vallata, la mandria di Lystrosaurus viene attaccata dai velenosi Euchambersia, e un esemplare viene ucciso. Lungo il cammino la mandria deve attraversare un fiume, ma mentre lo attraversa molti esemplari vengono uccisi da numerosi Proterosuchus. Sebbene molti vengono uccisi, la maggior parte dei Lystrosaurus riesce a fuggire e a continuare la loro migrazione. Il narratore spiega che, nonostante i Lystrosaurus, abbiano predominato la terra, alla fine nel giro di 15 milioni di anni, il mondo si riprenderà integralmente dall'estinzione di massa del Permiano-Triassico e la conseguente riduzione di tutti i rettili simili a mammiferi, significa che i mammiferi sono destinati a vivere nell'ombra, mentre una nuova generazione di animali sta per dominare la Terra. L'episodio si conclude con un’Euparkeria faccia a faccia con un Proterosuchus. In una rapida evoluzione l' Euparkeria si evolve in un Allosaurus e la scena taglia su uno squarcio nel Giurassico superiore, mostrando la grande biodiversità di animali che aspetta il mondo durante il Mesozoico, segnando la fine de "L'era dei Mostri" e dando finalmente inizio all'Era dei Dinosauri.
Animali presenti:
Lystrosaurus · Euparkeria · Proterosuchus (identificato come Chasmatosaurus) · Euchambersia (identificato come terocefalo) · Libellula
Triassico superiore (220 milioni di anni fa)/Giurassico superiore (150 milioni di anni fa)(tutti non identificati):
Allosaurus · Stegosaurus · Diplodocus · Anurognathus · Brachiosaurus · Epanterias

## Evoluzione
Nel programma viene mostrata l'evoluzione delle creature:
Haikouichthys →Cephalaspis →Hynerpeton →Petrolacosaurus →Edaphosaurus
Dimetrodon →Inostrancevia
Diictodon →Lystrosaurus
Euparkeria →Allosaurus